# Kerry A. Barringer
Kerry Alan Barringer ( 1954 - ) es un botánico, profesor, y curador estadounidense, habiendo curado el herbario del Jardín Botánico de Brooklyn. Ha estudiado las plantas de las familias Aristolochiaceae, Scrophulariaceae del nordeste de EE. UU., en especial musgos y hepáticas, y hace estudios detallados de las tierras naturales de las agencias estatales y organizaciones privadas de conservación.

## Algunas publicaciones
- jinshuang Ma, kerry alan Barringer. 2005. Dr. Hsen-Hsu Hu (1894-1968): a founder of modern plant taxonomy in China. 8 pp.
- kerry a. Barringer, william Burger. 1991. Balsaminaceae. Flora de Veracruz. Ed. Instituto de Ecología, A. C. 8 pp. ISBN 968-7213-21-3
- lorin i. Nevling, kerry a. Barringer, Leticia Cabrera-Rodríguez. 1988. Thymelaeaceae. Flora de Veracruz. Ed. Instituto Nacional de Investigaciones sobre Recursos Bióticos. 16 pp. ISBN 968-6280-15-4
- 1984. Cubitanthus, a new genus of Gesneriaceae from Brazil. 3 pp.

### Libros
- william c. Burger, kerry alan Barringer, alwyn h. Gentry, luis d. Gómez P. 2000. Flora costaricensis. N.º 41 de Fieldiana Botany. Ed. Field Museum of Natural History. 174 pp.
- 2000. Flora Costaricensis: Family #193 Scrophulariaceae. Ed. Field Museum of Natural History. 174 pp.
- 1981. A taxonomic revision of Angelonia (Scrophulariaceae). Ed. University of Connecticut. 182 pp.
- 1980. The taxonomy and morphology of Aristolochia maxima. Ed. University of Connecticut. 40 pp.

## Honores

### Epónimos
Especies
- (Annonaceae) Unonopsis stevensii G.E.Schatz[2]

- La abreviatura «Barringer» se emplea para indicar a Kerry A. Barringer como autoridad en la descripción y clasificación científica de los vegetales.[3]